# Protibatni motor
Protibatni motor tudi bokser (ang. flat engine ali horizontally opposed engine) je konfiguracija motorjev z notranjim zgorevanjem, pri katerem so valji (bati) nameščeni v dveh nizih v horizontalni ravnini in se premikajo v nasprotnih smereh. Ročična (pogonska) gred je nameščena v sredini. Koncept je patentiral Karl Benz leta 1896 in ga poimenoval "kontra" motor.
Večina te vrste motorjev je bencinskih, obstajajo pa tudi dizelski. Ni podatka, če obstaja tudi dvotaktni protibatni motor. 
Protibatne motorje se veliko uporablja v športnih letalih, kjer so v večini primerov zračno hlajeni, medtem ko so avtomobilski protibatni motorji vodno (tekočinsko) hlajeni. BMW uporablja bokser motorje tudi na motociklih.
Proizvajalci avtomobilov z bokser motorji so Porsche in Subaru. V preteklosti so jih proizvajali tudi Citroën, Alfa Romeo, Honda, Toyota in Volkswagen.

## Protibatni motorji
- Rotax 912
- Lycoming O-235
- Lycoming O-360
- Continental O-360